# Фердинандівка
Фердина́ндівка — пасажирський залізничний зупинний пункт Жмеринської дирекції залізничних перевезень Південно-Західної залізниці.
Розташований у селі Сподахи Вінницького району Вінницької області на одноколійній неелектрифікованій лінії Вінниця — Гайсин між станціями Вороновиця (13 км) та Немирів (14 км).

## Історія
Станцію було відкрито 1900 року при побудові залізниці. Запроєктовано під назвою роз'їзд Ободний. У вересні 2013 року станцію скорочено до статусу зупинного пункту.
Від станції відходило відгалуження на станцію Вергіївка до колишнього цукрозаводу, зараз розібране.

## Розташування
Зупинкою користуються переважно мешканці сіл Сподахи (0,5 км), Боблів (2 км), Байраківка (4,5 км), Головеньки (4 км), Язвинки (4 км) тощо.

## Сполучення
З 5 жовтня 2021 року приміський поїзд Гайворон — Вінниця (і зворотно) курсує щодня. Час відправлення із Фердинандівки на Вінницю 5:39, прибуття о 6:33. Із Вінниці 18:46, прибуття у Фердинандівку — о 19:40.
У цьому поїзді діють усі передбачені пільги, в тому числі безкоштовний проїзд пенсіонерів.
У даному дизель-поїзді діють усі передбачені пільги. Квиток до Вінниці — 15 грн., студентський 7,5 грн., пенсіонерам безкоштовно. (Для порівняння проїзд автобусом коштує понад 30 грн.)
Є по днях тижня бепересадочні вагони (купе і плацкарт) до Києва.